# Lausitzer Seenland

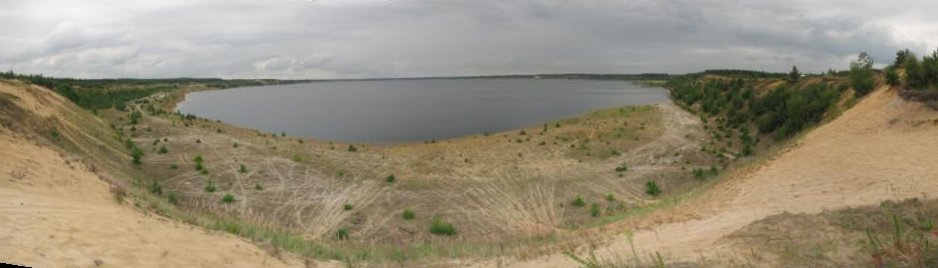
Speicher Scheibe, en av sjöarna som håller på att fyllas

Lausitzer Seenland (lågsorbiska: Jazoratski Łužyca (Łužyski Jazorat), högsorbiska: Jězoratski Łužica (Łužiski Jězorat)), är ett område med flera stora insjöar i östra Tyskland. Sjöarna består av gamla brunkolsdagbrott som vattenfyllts.
Området sträcker sig mellan orterna Calau i förbundslandet Brandenburg och Görlitz i Sachsen. Landskapet är för närvarande under utveckling och när allt är klart ska den öst-västliga längden vara cirka 80 km och den nord-sydliga längden mellan 32 och 40 km. Några sjöar är redan fyllda med den påtänkta vattenmängden men för en del andra behövs flera år till. Sjöarna i landskapets centrum sammanlänkas med kanaler. Samtidigt med sjöarna skapas en varierande infrastruktur med badplatser, campingplatser, bryggor för småbåtar eller hyrstationer för vattenskidor.